# Risekatslösa kyrka
Risekatslösa kyrka är en kyrkobyggnad i Risekatslösa. Den är församlingskyrka i Bjuvs församling i Lunds stift.

## Kyrkobyggnaden
Kyrkan byggdes i slutet av 1100-talet och bestod då av långhus, kor och absid. Under 1400-talet byggdes trappgavelstornet och kyrkan välvdes. Valven är kryssvalv utöver absiden som har hjälmvalv. Kyrkan blev grundligt restaurerad på 1560-talet och igen på 1840-talet.
Från 1560 till 1922 ägde ägarna till Boserups herrgård patronatsrätten till kyrkan.

## Inventarier
- Johan Ullberg gjorde altaruppsatsen och predikstolen 1748 respektive 1752. En äldre predikstol från 1609, som tidigare funnits i kyrkan, deponeras numera på Statens historiska museum i Stockholm. Ullberg står även bakom ett epitafium med familjevapen som tillverkades till minne av Gustaf Adolf Stackelberg som dog i Finska kriget. Detta finns upphängt på långhusets vägg.
- Dopfunten är samtida med kyrkans äldsta delar. Dopfatet är nyare och skänktes 1947.
- Triumfkrucifixet härstammar från 1200-talet.
- Sex träskulpturer från ett 1500-talsaltarskåp finns på långhuset södra vägg. Dessa föreställer jungfru Maria, Kristus och fyra helgon.
- Storklockan från slutet av 1400-talet har inte blivit omgjuten, vilket lillklockan blev 1747.

### Orgel
- 1878 byggde Sven Fogelberg, Lund en orgel med 6 stämmor.
- 1931 byggde Olof Hammarberg, Göteborg en orgel med 10 stämmor.
- Den nuvarande orgeln byggdes 1976 av A. Mårtenssons Orgelfabrik AB, Lund och är en mekanisk orgel. Fasaden är från 1878 års orgel.

| Manual            | Pedal         | Koppel  |
| Gedackt 8´        | Subbas 16´    | Man/Ped |
| Principal 4'      | Kvintadena 4' |         |
| Rörflöjt 4'       |               |         |
| Oktava 2'         |               |         |
| Nasat 1 1/3'      |               |         |
| Crescendosvällare |               |         |